# Área metropolitana de Peoria
El área metropolitana de Peoria o Área Estadística Metropolitana de Peoria, IL MSA como la denomina oficialmente la Oficina de Administración y Presupuesto, es un Área Estadística Metropolitana centrada en la ciudad de Peoria, en el estado estadounidense de Illinois. El área metropolitana tiene una población de 379.186 habitantes según el Censo de 2010, convirtiéndola en la 135.º área metropolitana más poblada de los Estados Unidos.

## Composición
Los 5 condados del área metropolitana, junto con su población según los resultados del censo 2010:
- Marshall – 12.640 habitantes
- Peoria – 186.494 habitantes
- Stark – 5.994 habitantes
- Tazewell – 135.394 habitantes
- Woodford – 38.664 habitantes

## Principales comunidades del área metropolitana
Ciudad principal 
- Peoria

Otras comunidades con más de 10.000 habitantes
- East Peoria
- Morton
- Pekin
- Washington